# Dianra (Kassoum)
Pour les articles homonymes, voir Dianra.
Dianra est une commune rurale située dans le département de Kassoum de la province du Sourou dans la région de la Boucle du Mouhoun au Burkina Faso.

## Histoire
Le général et deuxième chef de l'État Aboubacar Sangoulé Lamizana (1916-2005) est né dans la commune avant de partir faire ses études au Sénégal.

## Éducation et santé
Le centre de soins le plus proche de Dianra est le centre de santé et de promotion sociale (CSPS) de Tianra tandis que le centre médical avec antenne chirurgicale (CMA) se trouve à Tougan.